# Konungarnas tillbedjan (Dürer)
Konungarnas tillbedjan är en oljemålning av den tyske renässanskonstnären Albrecht Dürer. Den målades 1504 och ingår i Uffiziernas samlingar i Florens. 
Dürer var bosatt i Nürnberg i hela sitt liv, men gjorde flera längre resor till Nederländerna och framför allt Italien. Han influerades av såväl tysk tradition (Stefan Lochner) som antik konst och samtida venetianskt måleri (särskilt Andrea Mantegna, Giovanni Bellini och Leonardo da Vinci). 
Motivet konungarnas tillbedjan är hämtat från Matteusevangeliet (2:1–12) som berättar om österländska stjärntydare som följde Betlehemsstjärnan till Betlehem där de fann Jesusbarnet och hans mor Jungfru Maria. De öppnade sina kistor och räckte fram gåvor: guld, rökelse och myrra. Dessa har i den kristna traditionen benämnts de tre vise männen eller heliga tre konungar. Den stående konungen som visas i profil tros vara ett självporträtt av konstnären; stora likheter finns med 1498 års självporträtt som ställs ut på Pradomuseet. Målningen är daterad och signerad på den grå stenen vid Jungfru Marias fot.
Den beställdes av Fredrik III av Sachsen som altartavla till slottskyrkan i Wittenberg. Kristian II av Sachsen skänkte 1603 tavlan till den tysk-romerske kejsaren Rudolf II. Den fanns kvar i de kejserliga konstsamlingarna i Wien till 1792 då den på Luigi Lanzis initiativ byttes mot Fra Bartolomeos Jesu frambärande i templet och fördes till Florens där den idag är utställd på Uffizierna.